# Ponikve, Cerknica
Ponikve este o localitate din comuna Cerknica, Slovenia, cu o populație de 28 de locuitori.